# Canton de Troyes-6
Le canton de Troyes-6 est une ancienne division administrative française, située dans le département de l'Aube en région Champagne-Ardenne.

## Géographie
Ce canton comprenait une fraction de Troyes et trois autres communes dans l'arrondissement de Troyes. Son altitude variait de 103 m pour Troyes à 277 m pour Laines-aux-Bois, avec une moyenne de 179 m.

## Histoire
Le canton est créé en 1973. Par le décret du 21 février 2014, il est supprimé à compter des élections départementales de mars 2015. 

## Administration
| Période | Période | Identité      | Étiquette          | Qualité |
| ------- | ------- | ------------- | ------------------ | --- |
| 1973    | 2001    | Georges Royer | Centriste puis UDF | Maire de Saint-André-les-Vergers Suppléant du député Robert Galley (1988-1993)                                 |
| 2001    | 2015    | Alain Balland | RPR puis UMP       | Cadre retraité Maire de Saint-André-les-Vergers depuis 2001 Suppléant du député Jean-Claude Mathis (2002-2007) |

## Composition
Le canton comprenait une fraction de la commune de Troyes et trois autres communes. Il comptait 20 121 habitants (population municipale) au 1er janvier 2012.
| Nom                     | Code Insee | Intercommunalité              | Population (dernière pop. légale)              |
| ----------------------- | ---------- | ----------------------------- | ---------------------------------------------- |
| Troyes (chef-lieu)      | 10387      | CA Troyes Champagne Métropole | Fraction : 5 808(2012) Commune : 60 750 (2014) |
| Laines-aux-Bois         | 10186      | CA Troyes Champagne Métropole | 513 (2014)                                     |
| Saint-André-les-Vergers | 10333      | CA Troyes Champagne Métropole | 11 860 (2014)                                  |
| Saint-Germain           | 10340      | CA Troyes Champagne Métropole | 2 294 (2014)                                   |

## Démographie
| 1975 | 1982 | 1990  | 1999   | 2006   | 2011   | 2012   |
| ---- | ---- | ----- | ------ | ------ | ------ | ------ |
| -    | -    | 9 345 | 10 034 | 18 862 | 19 997 | 20 121 |